# ひとつだけ/the very best of 矢野顕子
『ひとつだけ/the very best of 矢野顕子』（ひとつだけ ザ・ベリー・ベスト・オブ・やのあきこ）は、矢野顕子のベスト・アルバム。1996年9月23日に発売。
発売元はEpic/Sony Records（規格品番：ESCB 1776）。

## 概要
矢野顕子のデビュー20周年を記念して発売されたベスト・アルバム。この20年に発売された楽曲の中から所属レーベルの垣根を越えて、CD1枚における収録時間いっぱいまで全17曲が収められた。
当時のオリジナル・ヴァージョンだけでなく新録音、未発表、シングルのみの収録楽曲も含まれている。
本作発売前の7月21日、本作には未収録ではあるが、矢野の代表曲ともいえる楽曲「春咲小紅」の新録音ヴァージョンがCDシングルで発売された。

## チャート成績
オリコンチャート7位を獲得した。

## パッケージ仕様
初回盤は三方背BOX仕様で特製ブックレットが同梱されている。

## 収録曲
作詞・作曲：矢野顕子（特記以外）
1. ひとつだけ
  - 新録音。ウィル・リー、クリス・パーカー、ジェフ・ボヴァ、ミノ・シネルが参加。
  - 1997年、サウンドゲーム『リアルサウンド 〜風のリグレット〜』エンディングテーマに用いられた。　
  - 原曲はアルバム『ごはんができたよ』（1980年）収録。
2. 気球にのって
  - 未発表。このバージョンは、1974年録音、ティン・パン・アレーから細野晴臣、林立夫、鈴木茂の3人と伊藤銀次が参加。
  - アルバム『JAPANESE GIRL』（1976年）には、リトル・フィートのメンバー参加のバージョンが収録された。
3. 電話線　
  - アルバム『JAPANESE GIRL』収録曲。
4. 在広東少年　
  - アルバム『ごはんができたよ』（1980年）収録曲。
5. 春咲小紅
  - 作詞：糸井重里
  - 1981年発売のシングル表題曲。同年のアルバム『ただいま。』収録曲。
6. どんなときも どんなときも どんなときも
  - 作詞：糸井重里・矢野顕子
  - アルバム『愛がなくちゃね。』（1981年）収録曲。
7. ラーメンたべたい
  - 新録音。ジェフ・ボヴァによるエレクトロニック主体の編曲。
  - 原曲はアルバム『オーエスオーエス』（1984年）収録。
8. David　
  - アルバム『峠のわが家』（1986年）収録曲。
9. 自転車でおいで　
  - 作詞：糸井重里
  - アルバム『GRANOLA』（1987年）収録曲。
10. Watching You
  - 作詞：糸井重里、矢野顕子
  - アルバム『WELCOME BACK』（1989年）収録曲。
11. いいこ いいこ
  - 作詞：糸井重里
  - アルバム『LOVE LIFE』（1991年）収録曲。
12. SUPER FOLK SONG
  - 作詞：糸井重里
  - アルバム『SUPER FOLK SONG』（1992年）収録曲。
13. 中央線　
  - 作詞・作曲：宮沢和史
  - アルバム『SUPER FOLK SONG』収録曲。
14. すばらしい日々　
  - 作詞・作曲：奥田民生
  - 1994年シングル収録曲。
  - 別バージョンがアルバム『ELEPHANT HOTEL』（1994年）に収録。
15. 夢のヒヨコ
  - 作詞：糸井重里
  - アルバム『ELEPHANT HOTEL』収録曲。
16. 二人のハーモニー
  - 作詞・作曲：宮沢和史・矢野顕子
  - 1995年に「矢野顕子&宮沢和史」名義で発表されたシングル表題曲。
17. New Song
  - アルバム『Piano Nightly』（1995年）収録曲。

## 演奏
- 矢野顕子
  - Vocal
  - Piano (#1.2.3.4.6.7.10.12.13.14.16.17)
  - Hammond Organ (#3.7)
  - Keyboards (#5.8.9.11.16)
- ジェフ・ボヴァ
  - Conga Programming (#1)
  - Synth Bass, Drum Programming (#7)
  - Keyboard Programming (#11.16)
  - Keyboards (#15)
- クリストファー・パーカー：Drums (#1)
- ウィル・リー：Bass (#1)
- ミノ・シネル：Percussion (#1.14)
- 林立夫：Drums (#2)
- 細野晴臣：Bass (#2.4.5.6)
- 鈴木茂、伊藤銀次：Electric Guitar (#2)
- Richie Hayward：Drums (#3)
- Kenny Gradney：Bass (#3)
- Paul Barrere, Lowell George：Electric Guitar (#3)
- Sam Clayton：Percussion (#3)
- 坂本龍一：Keyboards (#4.5.6.8.9)
- 高橋幸宏：Drums (#4.5.6.8)
- 大村憲司：Electric Guitar (#4.5.6.8)
- 橋田正人 (PECKER)：Percussion (#4)
- 松武秀樹：Keyboard Programming (#4.5)
- 仙波清彦：Percussion (#5)
- 駒沢裕城：Steel Guitar (#6.9)
- 藤井丈司：Keyboard Programming (#8)
- 鈴木さえ子、鈴木慶一、武川雅寛：Background Vocals (#8)
- 佐野元春：Vocal, Whistle (#9)
- 吉川忠英：Acoustic Guitar (#9)
- 菅原弘明：Keyboard Programming (#9)
- パット・メセニー：Guitar (#10.11)
- チャーリー・ヘイデン：Bass (#10)
- ピーター・アースキン：Drums (#10)
- 宮沢和史
  - Background Vocals (#11)
  - Vocal (#16)
- ギル・ゴールドスタイン
  - Piano (#14)
  - Accordion (#14.15)
- トニーニョ・オルタ：Acoustic Guitar (#14)
- スティーヴ・フェローン：Drums (#15)
- Romero Lubambo：Acoustic Guitar (#16)
- Nilson Matta：Bass (#16)
- Frank Colon：Percussion (#16)